# Xã Eureka, Quận Dakota, Minnesota
Xã Eureka (tiếng Anh: Eureka Township) là một xã thuộc quận Dakota, tiểu bang Minnesota, Hoa Kỳ. Năm 2010, dân số của xã này là 1.426 người.